# Tonengo
Tonengo es una localidad situada en la provincia de Asti, en Piamonte, Italia. Tiene una población estimada, a fines de octubre de 2022, de 211 habitantes.
Fue un municipio independiente hasta el 1 de enero de 2023, en que se fusionó con el municipio de Moransengo para crear el nuevo municipio de Moransengo-Torengo.

## Evolución demográfica
| Gráfica de evolución demográfica de Tonengo entre 1861 y 2022 |
|                                                               |
| Fuente: ISTAT - Elaboración gráfica de Wikipedia              |